# Siarrouy
Siarrouy é uma comuna francesa na região administrativa de Occitânia, no departamento dos Altos Pirenéus. Estende-se por uma área de 6,2 km². Em 2010 a comuna tinha 449 habitantes (densidade: 72,4 hab./km²).